# Chyže pod horami
Chyže pod horami je povídka Boženy Němcové, která poprvé vyšla v almanachu Máj (1858). Jak napovídá její podtitul – Obrázek ze Slovenska, odehrává na patriarchálním slovenském venkově. Vypráví příběh šťastné lásky Bohuše Sokola a Katušky.

## Postavy
- Bohuš Sokol – mladý šlechtic z Prahy, vracející se pěšky od svého strýce ze Slovenska
- Katuška – vnučka bohatého slovenského hospodáře, její rodiče zemřeli
- gazda „Medved“ – hospodář, „Medved“ není skutečné příjmení, nýbrž jen přízvisko
- gazdina „Medvedová“ – jeho žena
- Zverka – jeho synovec
- Zuzula – služka